# Borolia internata
Borolia internata là một loài bướm đêm trong họ Noctuidae.